# 真野倫平
真野 倫平（まの りんぺい、1965年 - ）は、日本の歴史学者・文学研究者。南山大学教授。専門は19世紀フランス歴史学（特にジュール・ミシュレの著作）、グラン=ギニョル劇。

## 略歴
1965年、名古屋市生まれ。早稲田大学文学研究科仏語仏文学専攻修士課程、博士課程修了。パリ第8大学にて文学博士号取得。2000年から南山大学にて教鞭をとり、現在、南山大学外国語学部教授。

## 著書
- 『死の歴史学──ミシュレ「フランス史」を読む』藤原書店、2008年
- 『近代科学と芸術創造──19～20世紀のヨーロッパにおける科学と文学の関係』編著、行路社、2015年
- 『アルベール・ロンドル──闘うリポーターの肖像』水声社、2023年

## 翻訳
- ミシュレ『フランス史Ⅰ　中世（上）』共編訳、藤原書店、2010年
- ミシュレ『フランス史Ⅱ　中世（下）』 共編訳、藤原書店、2010年
- 『グラン=ギニョル傑作選──ベル・エポックの恐怖演劇』編訳、水声社、2010年
- イヴァン・ジャブロンカ『歴史は現代文学である──社会科学のためのマニフェスト』訳、名古屋大学出版会、2018年
- イヴァン・ジャブロンカ『歴史家と少女殺人事件──レティシアの物語』訳、名古屋大学出版会、2020年